# CBS News
CBS News — новостной отдел американской телерадиокомпании CBS. Телевизионные программы CBS News включают в себя CBS Evening News, CBS This Morning, программы новостного журнала CBS News Sunday Morning, «60 минут» и «48 часов», а также воскресное утреннее ток-шоу Face the Nation. 
CBS News Radio выпускает ежечасные выпуски новостей для сотен радиостанций, а также курирует подкасты CBS News, такие как The Takeout Podcast. CBS News также управляет круглосуточной цифровой новостной сетью CBSN.
Президентом и старшим исполнительным продюсером CBS News является Сьюзан Зирински, которая вступила в должность 1 марта 2019 года. Зирински, первая женщина-президент новостного отдела сети, была объявлена кандидатом на замену Дэвиду Роудсу 6 января 2019 года. Объявление было сделано на фоне новостей о том, что Роудс уйдёт с поста президента CBS News «из-за падения рейтингов и последствий расследования обвинений в сексуальных домогательствах» против представителей CBS News и самого́ Роудса.